# Finlands historia från 1991
Denna artikel handlar om Finlands historia från 1991 och framåt.

## Sovjetunionens upplösning och ekonomisk kris
Händelserna i Sovjetunionen i samband med det landets upplösning 1989-1991 skakade om den finländska ekonomin djupt. Till att börja med betydde baltstaternas frigörelse en viss oro för inbördeskrig i Sovjetunionen, men betydligt allvarligare var det att luften gick ur 1980-talets finansbubbla, att staten hade tagit upp stora lån och att Sovjetunionen sade upp VSB-avtalet april 1991. Den senare händelsen ledde till att Finland inte längre kunde köpa billiga råvaror ifrån öst och att man över en natt förlorade en av sina största handelspartners. Den ekonomiska krisen skakade om Finland djupt och ledde till en arbetslöshet på 18 % 1994 då en stor del av verkstadsindustrin och varven som under efterkrigstiden varit en del landets ekonomiska ryggrad helt bröts sönder.

## Finland in i EU
I oktober 1994 röstade Finland ja för en anslutning till EU och 1999 skrotades den gamla valutan mark till förmån för euro (sedlar och mynt var dock i mark ända till början av 2002). Finland är det enda nordiska landet som hittills har infört euron. Sedan 1995 har statsfinanserna sanerats och ekonomin tagit fart igen tack vare stor tillväxt inom IT-industrin, med Nokia som dominerade företag. Nya handelsförbindelser har skapats med länderna i Baltikum och med Ryssland. Arbetslösheten ligger för närvarande på en nivå på 8 % och tycks ha bitit sig fast där. Framtida ekonomiska utmaningar för Finland ligger i en alltmer ålderstigen befolkning, växande ekonomisk klyfta mellan södra Finlands storstäder och övriga landet samt bekämpning av arbetslösheten som för närvarande är störst bland lågutbildade och boende på landsbygden.

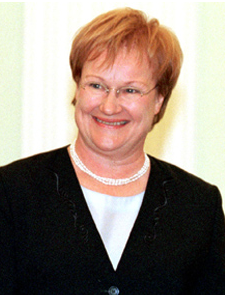
Tarja Halonen

I februari år 2000 valdes Tarja Halonen till Finlands första kvinnliga president och omvaldes därefter i januari 2006. I år 2008 fick Martti Ahtisaari Nobels fredspris. Ahtisaari var Finlands president från 1994 till 2000. Sauli  Niinistö var republiken Finlands tolfte president (från 2012 till 2024). Han tillträdde ämbetet den 1 mars 2012 och blev återvald i januari 2018.

### Nato  medlemskap  (2023- )
Finlands säkerhetspolitiska omgivning förändrades i grunden till följd av Rysslands anfallskrig mot Ukraina i februari 2022. Efter angreppet gjorde Finland en omvärdering av sin säkerhetspolitiska situation och ansökte om medlemskap i Nato. Finland blev full medlem av Nato den 4 april 2023.
Republiken Finlands trettonde president, Alexander Stubb, avgav en högtidlig försäkran inför riksdagen när han tillträdde sitt ämbete  den 1 mars 2024.